# Hypoponera sinuosa
Hypoponera sinuosa är en myrart som först beskrevs av Bernard 1953.  Hypoponera sinuosa ingår i släktet Hypoponera och familjen myror. Inga underarter finns listade i Catalogue of Life.